# Ice One
Ice One, de son vrai nom Sebastiano Ruocco, né le 16 mai 1966 à Turin, en Piémont , est un rappeur, beatmaker et disc jockey italien. Il est également connu sous les autres noms de DJ Sensei, Electro Disciples, Cymatic, et Seby Stardust.

## Biographie
Sebastiano se lance initialement en tant que disc jockey en 1982, à l'âge de 15 ans. Rien qu'en 1983, il commence à se faire un nom dans toute l'Italie, en tant que pionnier de soirées hip-hop ou electro-funk. En 1986, il publie avec le groupe Unpercento la chanson C'mon Y'All (to the Beat Y'all) sélectionnée à la finale de la festival de Castrocaro.
Au début des années 1990, il forme Power MC's avec Duke Montana et Julie P, le premier groupe local de rap en anglais qui publie plusieurs chansons et produit également d'autres artistes tels que la South Force, Charlie Jay et DJ Style (anciennement DJ Stile) ; le groupe publie plus tard un EP intitulé Power to the People en 1991. En 1990, il participe à l'émission de télévision Fantastico, menée par Jovanotti. En 1994, Ice One fait la rencontre de  Danno, La Beffa (plus tard Masito Fresco) et Piotta, formant ensemble le groupe Taverna Ottavo Colle, devenu plus tard Colle der Fomento.
Au label Virgin Records, il publie son album solo B-Boy Maniaco en 1995. L'album contient divers titres d'autres artistes tels que Il Danno, La Beffa et La comitiva, groupe collectif formé par Riccardo Sinigallia, Francesco Zampaglione de Tiromancino, DJ Stile et David Nerattini. En 1996 sort son deuxième album solo, cette fois sous le nom de DJ Sensei, intitulé Crescendo: The Dark Side of Funk, publié au label Irma Records. L'album s'inspire du hip-hop et de la musique électronique,. Dans la même année, il publie au label Mandibola Records, maison de disque associée à Irma Records, Odio pieno, le premier album de Colle der Fomento. Après le succès du disque en 1997, Virgin Records publie une réimpression, avec l'ajout de quatre pistes bonus.
En 1999, il publie son premier album avec La Comitiva, Medicina buona,. Il participe ensuite aux bandes sons de plusieurs films comme Torino Boys, Paz!, Le amiche del cuore, et Amatemi. Sa chanson Musica Grande est incluse dans la bande son du jeu vidéo FIFA Football 2004 publié par Electronic Arts. Il collabore aussi à plusieurs chansons et remixes d'artistes comme Fluydo, Frankie hi-nrg mc, Tiromancino, Afrika Bambaataa, Public Enemy, 99 Posse, Assalti Frontali, la Pina, Flaminio Maphia, Esa, et Elisa.
En 2014, il participe au documentaire Numero zero - Alle radici del rap italiano, et collabore l'année suivant à l'album Latte e sangue de Don Diegoh publié le 9 octobre 2015 au label Glory Hole Records.

## Discographie

### Albums studio
- 1995 : B-Boy Maniaco
- 1996 : Crescendo: The Dark Side of Funk

### Albums collaboratifs
- 1991 : Power 2 the People (avec Power MC)
- 1996 : Odio pieno (avec Colle der Fomento)
- 1999 : Scienza doppia H (avec Colle der Fomento)
- 1999 : Banditi (avec Assalti Frontali)
- 1999 : Medicina buona (avec La Comitiva)
- 2006 : Word Up (EP ; avec Fluydo)
- 2015 : Latte e sangue (avec Don Diegoh)

### Apparitions
- 1996 : album La morte dei miracoli de Frankie hi-nrg mc
- 2000 : album Metamorfosi Di Liriche de Malaisa
- 2009 : album Amarcord de Roggy Luciano
- 2012 : album Suicidio Fallito de Lord Madness
- 2012 : album Sintonizzati de Gente Guasta